# Cienista dolina
Cienista dolina (ang. Shadowlands) – brytyjski film biograficzny z 1993 roku w reżyserii Richarda Attenborough z Anthonym Hopkinsem i Debrą Winger w rolach głównych. Obraz jest fabularyzowaną historią związku brytyjskiego pisarza C.S. Lewisa z amerykańską pisarką Joy Gresham.

## Fabuła
Profesor literatury w Oksfordzie, C.S. Lewis (Anthony Hopkins) nazywany przez przyjaciół Jackiem, jest starzejącym się kawalerem. Mężczyzna od lat korensponduje z amerykańską poetką Joy Gresham. W końcu decydują się na spotkanie. Początki ich relacji nie są łatwe.

## Obsada
- Anthony Hopkins jako C.S. "Jack" Lewis
- Debra Winger jako Joy Davidman
- Edward Hardwicke jako Warren "Warnie" Lewis
- Joseph Mazzello jako Douglas Gresham
- James Frain jako Peter Whistler
- Julian Fellowes jako Desmond Arding
- Michael Denison jako Harry Harrington
- John Wood jako Christopher Riley

## Produkcja
Zdjęcia plenerowe do filmu kręcono głównie w Oksfordzie (Christ Church Meadow, Duke Humfrey's Library, Magdalen College, Sheldonian Theatre). Wykorzystano również takie lokacje, jak Ross-on-Wye (Pengethley Manor Hotel) i Symonds Yat (hrabstwo Herefordshire), Loughborough (hrabstwo Leicestershire) oraz studio Shepperton.

## Odbiór
Film Cienista dolina spotkał się z pozytywną reakcją krytyków. W serwisie Rotten Tomatoes, 97% z dwudziestu dziewięciu recenzji filmu jest pozytywne (średnia ocen wyniosła 8 na 10).

## Nagrody i nominacje
| Rok  | Miejsce                                                      | Nagroda | Kategoria                                                                 | Odbiorcy i nominowani                | Wynik     |
| ---- | ------------------------------------------------------------ | ------- | ------------------------------------------------------------------------- | ------------------------------------ | --------- |
| 1994 | 47. ceremonia wręczenia nagród Brytyjskiej Akademii Filmowej | BAFTA   | Nagroda im. Alexandra Kordy dla najwybitniejszego brytyjskiego filmu roku | Brian Eastman i Richard Attenborough | wygrana   |
| 1994 | 47. ceremonia wręczenia nagród Brytyjskiej Akademii Filmowej | BAFTA   | Najlepszy aktor pierwszoplanowy                                           | Anthony Hopkins                      | wygrana   |
| 1994 | 47. ceremonia wręczenia nagród Brytyjskiej Akademii Filmowej | BAFTA   | Najlepszy film                                                            | Brian Eastman i Richard Attenborough | nominacja |
| 1994 | 47. ceremonia wręczenia nagród Brytyjskiej Akademii Filmowej | BAFTA   | Najlepsza aktorka pierwszoplanowa                                         | Debra Winger                         | nominacja |
| 1994 | 47. ceremonia wręczenia nagród Brytyjskiej Akademii Filmowej | BAFTA   | Najlepszy scenariusz adaptowany                                           | William Nicholson                    | nominacja |
| 1994 | 47. ceremonia wręczenia nagród Brytyjskiej Akademii Filmowej | BAFTA   | Nagroda im. Davida Leana za najlepszą reżyserię                           | Richard Attenborough                 | nominacja |
| 1994 | 66. ceremonia wręczenia Oscarów                              | Oscar   | Najlepsza aktorka pierwszoplanowa                                         | Debra Winger                         | nominacja |
| 1994 | 66. ceremonia wręczenia Oscarów                              | Oscar   | Najlepszy scenariusz adaptowany                                           | William Nicholson                    | nominacja |